# Dioecrescis
Dioecrescis là một chi thực vật có hoa trong họ Thiến thảo (Rubiaceae).

## Loài
Chi Dioecrescis gồm các loài: